# The Clone Wars Legacy
Chronologie
Saison 6 Saison 7
The Clone Wars Legacy est un projet multimédia qui poursuit l’histoire de la série d'animation en 3D américaine, Star Wars: The Clone Wars à travers d'autres formats. Créée par George Lucas, la série se déroule entre l'épisode II, L'Attaque des clones, et l'épisode III, La Revanche des Sith, de la série de films Star Wars. La série décrit les événements de la guerre des clones, un conflit qui oppose les forces de la République, composées de Jedi et de soldats clones, et des Séparatistes, composées de Sith et de droïdes de combat. 
Faisant partie de l'univers officiel de Star Wars, le projet se compose de plusieurs arcs d'histoire non produits à la suite de l'annulation de la série : Crystal Crisis on Utapau, Fils de Dathomir et Sombre Apprenti.
Certains de ces scripts ont été adaptés à travers d'autres médias bien que la plupart restent inédits.

## Synopsis
Les héros de cet arc sont Anakin Skywalker et Obi-Wan Kenobi, et comme le titre l'indique, l'histoire se déroule sur Utapau. Cet arc traite également pour la première fois le ressenti d'Anakin à la suite du départ d'Ahsoka,.

## Distribution

### Principaux et récurrents
| Principaux - Matt Lanter : Anakin Skywalker - James Arnold Taylor : Obi-Wan Kenobi - Dee Bradley Baker : les soldats clones - Matthew Wood : les droïdes de combat - Tom Kane : le narrateur | Récurrents - Corey Burton : comte Dooku - Matthew Wood : général Grievous, les Magna Gardes |

### Invités
- Kari Wahlgren : Jen June (épisodes 1 et 3)
- Benjamin Diskin : gouverneur Torul Blom (épisodes 1 et 3)
- Stephen Stanton (en) : Garri (épisode 1)
- Corey Burton : Chong (épisodes 1 et 2)
- James Hong : Endente (épisodes 2 et 3)
- Matthew Wood : les Amani (épisode 2)
- Tom Kane : Yoda (épisode 4)
- Terrence C. Carson (en) : Mace Windu (épisode 4)
- Gregg Berger : Le Super Droïde Tactique (épisode 4)

## Production
Après l'acquisition de Lucasfilm par Disney, le 30 octobre 2012, plusieurs rumeurs annoncent la fin de la série,,. Finalement, le 11 mars 2013, Lucasfilm confirme l'arrêt de The Clone Wars. La raison invoquée est la production d'une nouvelle série : Star Wars Rebels, au détriment de The Clone Wars. Lucasfilm déclare alors qu'ils travaillent « sur une toute nouvelle série Star Wars se déroulant dans une période jamais traitée auparavant dans les films ou à la télévision »,.
En mars 2016, Pablo Hidalgo a déclaré sur Twitter que 65 épisodes étaient toujours en développement. Seuls treize d'entre eux ont pu être diffusés lors de la sixième saison. Les premiers scripts pour les saisons 7 et 8 avaient été écrits avant l'annulation de la série. Il a également confirmé que la cinquième saison était initialement composée de vingt-cinq épisodes alors que les saisons 6 et 7 en auraient eu vingt-quatre épisodes chacune. Brent Friedman a confirmé via Twitter que chaque arc était composé de quatre épisodes.
L'arc narratif sur Utapau est composé de quatre épisodes diffusés en animatique, même si le doublage des acteurs originaux, la musique et les effets sonores sont présents.
Deux autres arcs narratifs ont été adaptés en bande dessinée et en roman. Le premier, Fils de Dathomir, était initialement composé de quatre épisodes pour la septième saison de la série télévisée. Les scripts ont été écrits en collaboration avec George Lucas. L'équipe de production avait commencé la production des épisodes avant que la série soit annulée. Ainsi, certains travaux de conception, les récits et les personnages ont été intégrés à une mini-série de bandes dessinées du même nom. Le second, centré sur les personnages d'Asajj Ventress et le Jedi Quinlan Vos, était composé de huit épisodes scindés en deux parties. Tous ces épisodes devaient initialement faire partie de la septième saison. Finalement, les épisodes ont été adaptés en roman, intitulé Sombre Apprenti.
Le 19 juillet 2018, Dave Filoni annonce, lors du San Diego Comic-Con, le retour de The Clone Wars avec douze nouveaux épisodes finalisés. Plusieurs histoires qui faisaient partie du The Clone Wars Legacy ont pu être réalisées et faire parties intégrantes de la série.

## Liste des épisodes

### Épisode 1:A Death on Utapau
- États-Unis : 25 septembre 2014 sur StarWars.com

### Épisode 2:In Search of the Crystal
- États-Unis : 25 septembre 2014 sur StarWars.com

Arrivés à la tribu Amani sur les plaines d’Utapau, les Jedi Anakin Skywalker et Obi-Wan Kenobi continuent leur enquête sur la mort mystérieuse du Maître Jedi Tu-Anh. Suivant des traces de pas, les Jedi en viennent à discuter du départ d'Ahsoka Tano de l'Ordre Jedi, Anakin en voulant toujours à l'Ordre d'avoir tourné le dos à sa Padawan. À leur réveil, les Jedi sont capturés par des Sugi et emmenés jusqu'à leur campement. Là-bas, les Jedi manigancent avec le chef de tribu et apprennent que les Séparatistes veulent acheter aux Sugi un cristal. Les Jedi proposent de payer une somme plus importante que celle du général Grievous en échange du cristal.

### Épisode 3:Crystal Crisis
- États-Unis : 25 septembre 2014 sur StarWars.com

### Épisode 4:The Big Bang
- États-Unis : 25 septembre 2014 sur StarWars.com

## Littérature

### Dark Maul: Fils de Dathomir

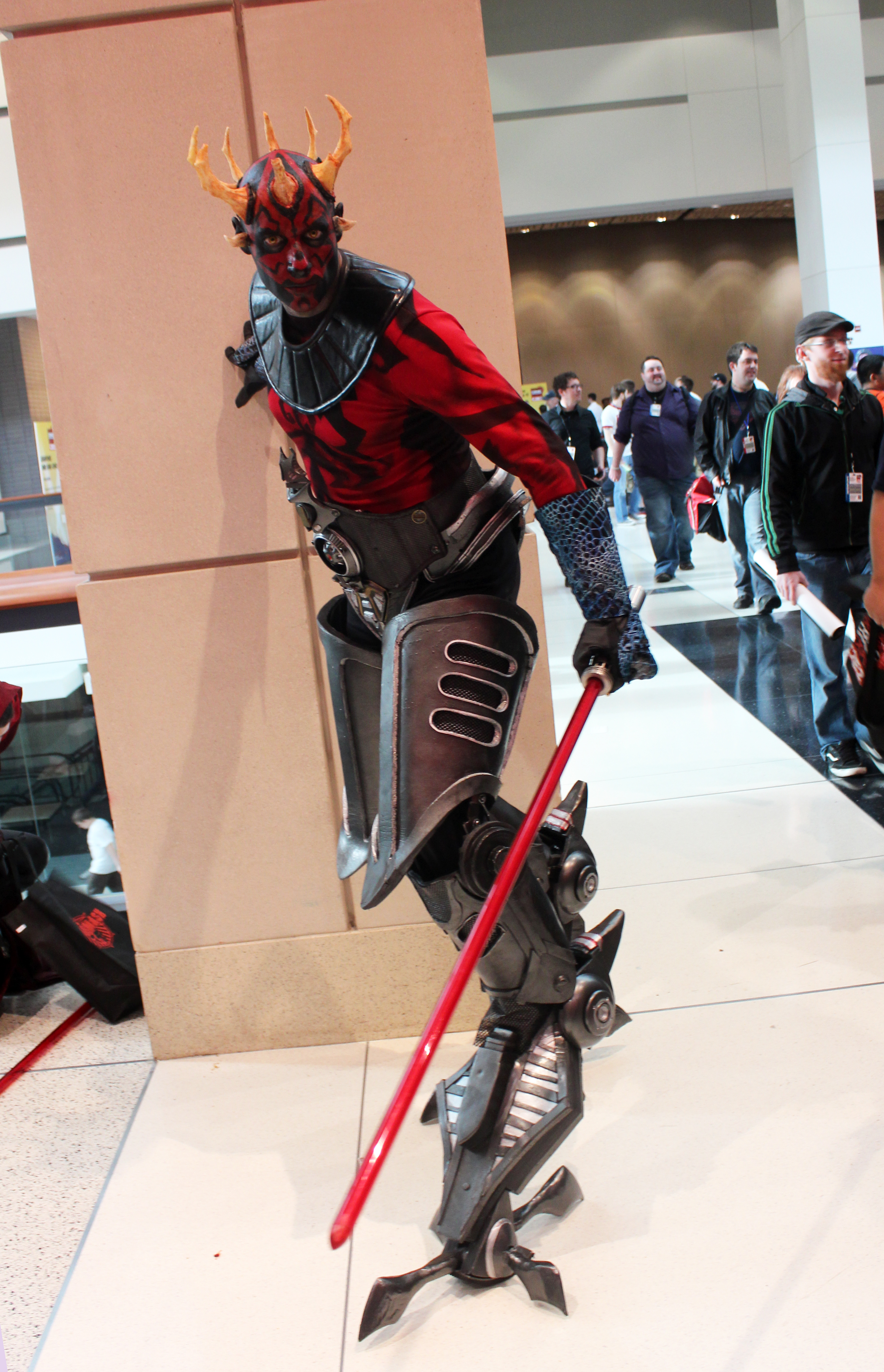
Cosplay de Dark Maul dans la série.

L'arc adapté dans une bande dessinée de quatre parties publiée de mai à août 2014 était, à l'origine, quatre épisodes intitulés The Enemy of my Enemy, A Tale of two Apprentices, Proxy War et Showdown on Dathomir (codes de production : 6-21 à 6-24). L'action se situe chronologiquement entre la saison 6 et 7 de Star Wars: The Clone Wars, et est la suite de l'histoire de Dark Maul, le seigneur Sith maléfique qui a survécu aux événements de l'épisode I : La Menace fantôme, comme il a été annoncé dans l'épisode Les Sorcières de la brume. 
Capturé par son ancien maître, Dark Sidious après les événements de l'épisode Sans foi ni loi, Sidious utilise Maul dans une tentative d'attirer la Mère Talzin pour la faire sortir de la clandestinité et la détruire. En effet, Palpatine la considère comme une menace potentielle pour la domination Sith sur la Galaxie. Maul, qui poursuit sa vengeance contre son ancien maître, affronte ainsi les Séparatistes mais est vite intercepté par le comte Dooku et le général Grievous. La République galactique et l'Ordre Jedi décident donc d’utiliser cette confrontation pour ainsi pouvoir mettre un terme définitif à la guerre des clones, dans l'espoir de pouvoir vaincre Maul ainsi que le comte Dooku et le général Grievous.

### Sombre Apprenti

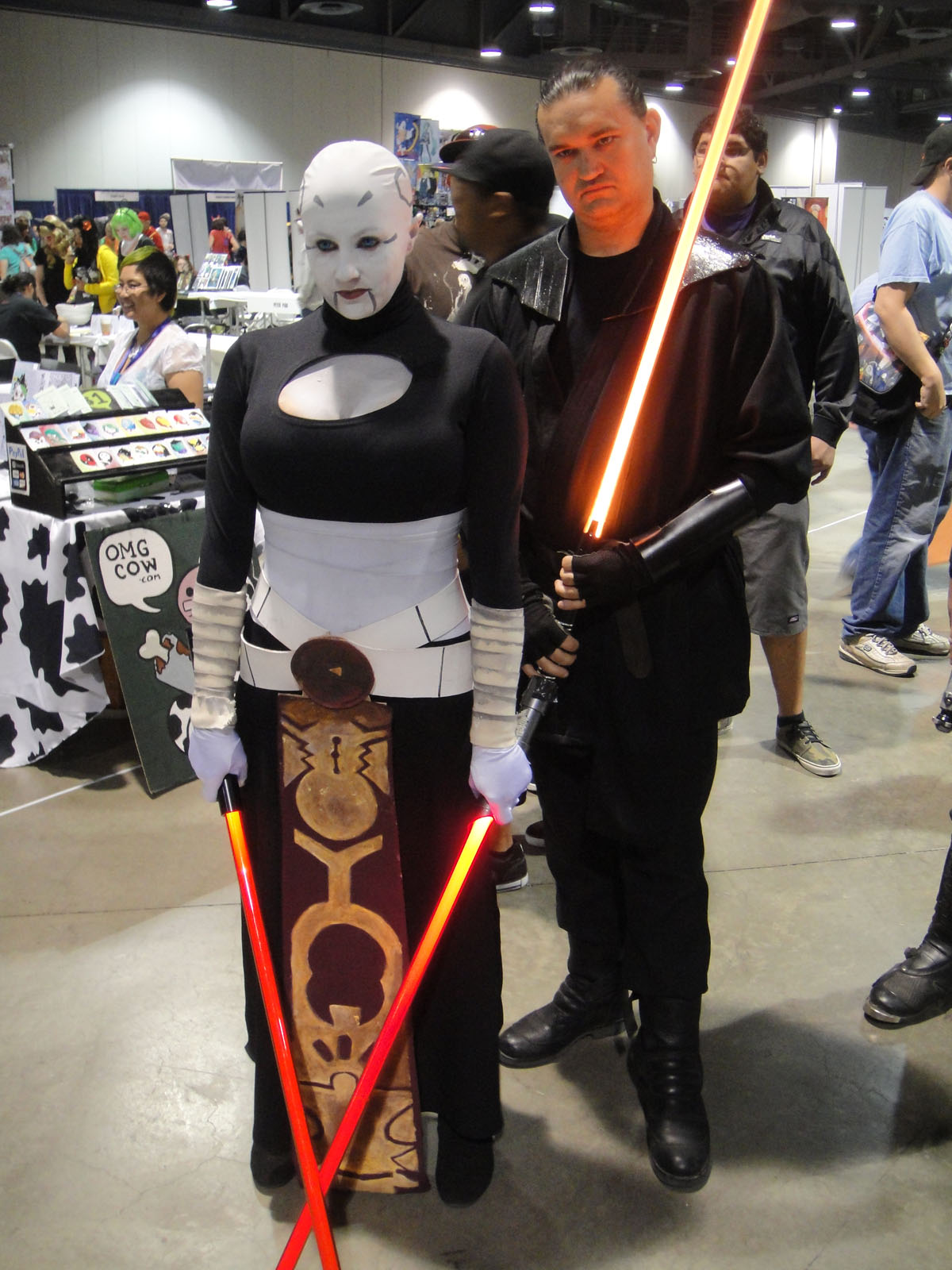
Cosplay d'Asajj Ventress dans la série.

Sombre Apprenti (titre original : Dark Disciple) est un roman de science-fiction de Christie Golden. Cet arc composé de huit épisodes intitulés Lethal Alliance, The Mission, Conspirators, Dark Disciple, Saving Vos Part I, Saving Vos Part II, Traitor et The Path (codes de production : 6-13 à 6-20), met en scène Asajj Ventress et Quinlan Vos et devait, à l'origine, faire partie de la septième saison de la série. Le livre, intitulé Sombre Apprenti est sorti le 7 juillet 2015 aux États-Unis et le 26 janvier 2017 en France.
Depuis des années, la guerre des clones fait rage. La lutte entre la République galactique et la Confédération des systèmes indépendants a coûté la vie à des milliards d'individus. Les Jedi, gardiens de la paix, depuis des millénaires, ont presque toujours contrecarrés les plans des Séparatistes et de leur chef, le seigneur Sith, le comte Dooku.
Avec une guerre sans fin, le nombre de victimes monte chaque jour et les Jedi doivent envisager tous les moyens possibles pour vaincre leur ennemi. Chargé d'assassiner Dooku par le conseil Jedi, Quinlan Vos s'allie avec Asajj Ventress, l'ancienne apprentie de Dooku. Pour accomplir sa mission, Vos doit apprendre à manier le côté obscur sans se laisser consumer par celui-ci, afin de trouver un équilibre entre les côtés lumineux et obscur. Avec ce nouvel acte de traîtrise, Dooku ne s'avoue pas vaincu.

## Épisodes inachevés
Plusieurs projets ont été communiqués durant la diffusion originale de la série, mais n'ont jamais vu le jour. En 2010, dans le commentaire DVD de la deuxième saison, Dave Filoni et Danny Keller ont évoqué la possibilité de produire de nouveaux épisodes sur la bête de Zillo pour la septième saison. Dave Filoni avait également prévu de mettre en scène Barriss Offee à la suite de sa trahison dans le final de la cinquième saison, un épisode dont la fin originale était de tuer Barriss Offee, mais qui a été modifiée par la suite par Filoni,.
Aurra Sing devait également figurer dans plusieurs épisodes inachevés de la sixième saison, dont l'un dans lequel elle aurait été tuée.

### Les Chasseurs de Primes
Cet arc de quatre épisodes (codes de production : 5.21 à 5.25) a été écrit par Matt Michnovetz. Dans cet arc, Boba Fett et Cad Bane font équipe pour une mission de sauvetage sur Tatooine où un Tusken aurait kidnappé un enfant. L'histoire met l'accent sur les relations de Boba et Cad. Autrefois, Bane voulait savoir qui était le meilleur des chasseurs de primes entre Jango Fett et lui. Mais celui-ci étant mort avant de pouvoir le découvrir, Cad décide d’entraîner, le déjà très célèbre, Boba afin qu'il puisse enfin connaître la réponse. Cad aurait eu un nouveau vaisseau, le Justifier. L'histoire serait fortement influencée par le film The Searchers (western des années 50), que George Lucas aimait beaucoup. Aurra Sing, Seripas, C-21 Highsinger, Embo, Latts Razzi et Bossk seraient également dans l'histoire.
- L’extrait en animatique diffusé à la Star Wars Celebration Anaheim nous montre Boba et Cad Bane sur Tatooine se faisant attaquer par les Tuskens. Boba se fera capturer par l’un d’eux. Cad Bane montrera alors que Boba a sur lui un émetteur qui permet de localiser sa position (tout cela fait partie de leur plan).
- L’autre extrait montré à la Star Wars Celebration 2016 se trouve à la fin de l’arc. Nous voyons Cad Bane et Boba Fett se défiant en duel, Bane voulant savoir s’il est plus fort que l’était Jango. Ce duel rappelle les westerns, où le cow-boy et le bandit se jugent avant de dégainer leurs armes. On ne sait pas si Cad Bane meurt, et Boba se voit prendre une balle dans la tête, ce qui explique la bosse sur son casque.
- Le vaisseau de Cad Bane, le Justifier, qui était censé apparaître dans cet arc narratif, sera finalement introduit dans l'épisode Qui va à la chasse... de la saison 1 de la série télévisée d'animation Star Wars: The Bad Batch.

### Maître Yoda et les Wookiees
Il s'agit d'un arc de quatre épisodes (codes de production : 6.17 à 6.20) écrit par Matt Michnovetz. Seules quelques parties des épisodes furent transformées en animatique avant l'annulation de la série.
Aidés par maître Yoda et le Bad Batch, Tarfful demande aux esprits de la forêt la permission d'entrer en guerre contre leur ennemi : un dirigeant Trandoshan travaillant avec les Séparatistes pour attaquer Kashyyyk. Pour faire fuir les ennemis de leurs villes, ils devront brûler une partie de la forêt, ce qui déplaît fortement aux Wookiees mais pas aux clones malgré un terrain d'entente pour combattre les Séparatistes.
Cet arc aurait expliqué la raison pour laquelle Yoda détient de bonnes relations avec les Wookiees dans La Revanche des Sith. De plus, cet arc prévoyait d'introduire le Bad Batch. Matt Michnovetz a révélé que Chewbacca y aurait eu un rôle assez important, et des références au téléfilm Au temps de la guerre des étoiles.
- Un extrait fut dévoilé à la Star Wars Celebration 2015. Celui-ci présentait des Wookiees et le Bad Batch traversant une forêt sur Kashyyyk sur des créatures ressemblant à des singes, jusqu’au moment où ils se font attaquer par des Kinraths (sorte d’araignées). Le Bad Batch et les Wookiees finiront par tous les tuer.
- L'épisode Tribu de la saison 2 de la série télévisée d'animation Star Wars: The Bad Batch a repris beaucoup d'éléments de cet arc narratif.

### R2-D2 et le capitaine Rex
Brent Friedman a écrit des scripts pour un arc de quatre épisodes centré sur le capitaine Rex et R2-D2. Cet arc aurait été une sorte d’hommage au film Top Gun. L'histoire décrit la rivalité opposant les forces terrestres de l'Armée des Clones et les pilotes. Pour comprendre d'où viennent ces tensions, Rex vole un starfighter avec R2-D2. Ils vont alors être bloqués ensemble sur l'une des lunes de Ryloth, où la plupart des épisodes auraient eu lieu. Rex aurait reprogrammé un droïde de combat B2 après lui avoir tiré dessus. Les droïdes de la D-Squad seraient de retour dans cet arc. Friedman a commenté que l'arc était léger et amusant, mais qu'il est allé à « des endroits très inattendus et sombres ».

### Les Yuuzhan Vongs
On sait très peu de choses sur cet arc. Cette histoire aurait impliqué les Yuuzhan Vongs d'une manière très minimale. Un navire explorateur essayait d'évaluer les forces de la République et celles des Jedi à travers la galaxie.
Pablo Hidalgo a commenté que c'était une histoire effrayante, se rapprochant du style d’X-Files par moments. Pour mieux correspondre à la description de George Lucas à propos de la Force, les Yuuzhan Vongs n'auraient pas été immunisés contre la Force.
Pour l’instant, les Yuuzhan Vongs ne font plus partie de l’univers officiel de Star Wars. Hidalgo a déclaré que l'histoire n'était pas de raconter les origines des Yuuzhan Vongs, puisqu'ils sont probablement d'une autre galaxie. Aujourd'hui, ils font désormais partie de l'univers étendu de Star Wars.

### Retour sur Mon Cala
Cet arc composé de quatre épisodes (codes de productions : 7.17 à 7.20) ferait suite aux épisodes Guerre aquatique, L'Attaque Gungan et Prisonniers de la saison 4 de la série. Padmé Amidala et Anakin Skywalker seraient retournés sur Mon Cala pour rencontrer le Prince Lee-Char une fois de plus. Pendant leur séjour, ils découvrent que le chef des Quarrens, Nossor Ri, a été assassiné. Tikkes est donc nommé chef provisoire à sa place. Padmé espérait obtenir le soutien des Quarrens pour retirer Palpatine de son poste. Le sénateur Quarren, Tundra Dowmeia, explique alors à Padmé que leur gouvernement est bloqué et incapable de fonctionner. Ils rencontrent ensuite Tikkes, qui révèle être inquiet quant au rôle de Palpatine, il souhaite rejoindre une fois de plus les Séparatistes.
Pour rappel, les sénateurs Tills et Tikkes ont tous deux été vus dans La Revanche des Sith. Tills faisait partie de la Délégation des 2000, parti politique opposé au Chancelier Suprême Sheev Palpatine durant la guerre des clones. Tikkes, lui, faisait partie des dirigeants Séparatistes tués à la fin du film sur Mustafar par Dark Vador. Dans la saison 4, les Quarrens souhaitaient rejoindre les Séparatistes, mais renoncèrent seulement à la fin en s’alliant au prince Lee-Char et aux Mon Calamari.
Cependant, l’histoire ne peut pas être considérée comme canonique, puisque Nossor Ri aurait été assassiné pendant l’arc alors que le quatrième numéro de la série de bandes dessinées Star Wars: Allegiance publiée en 2019, établit que Nossor Ri a survécu au moins jusqu’à la bataille de Crait.

### Mission au Temple Jedi

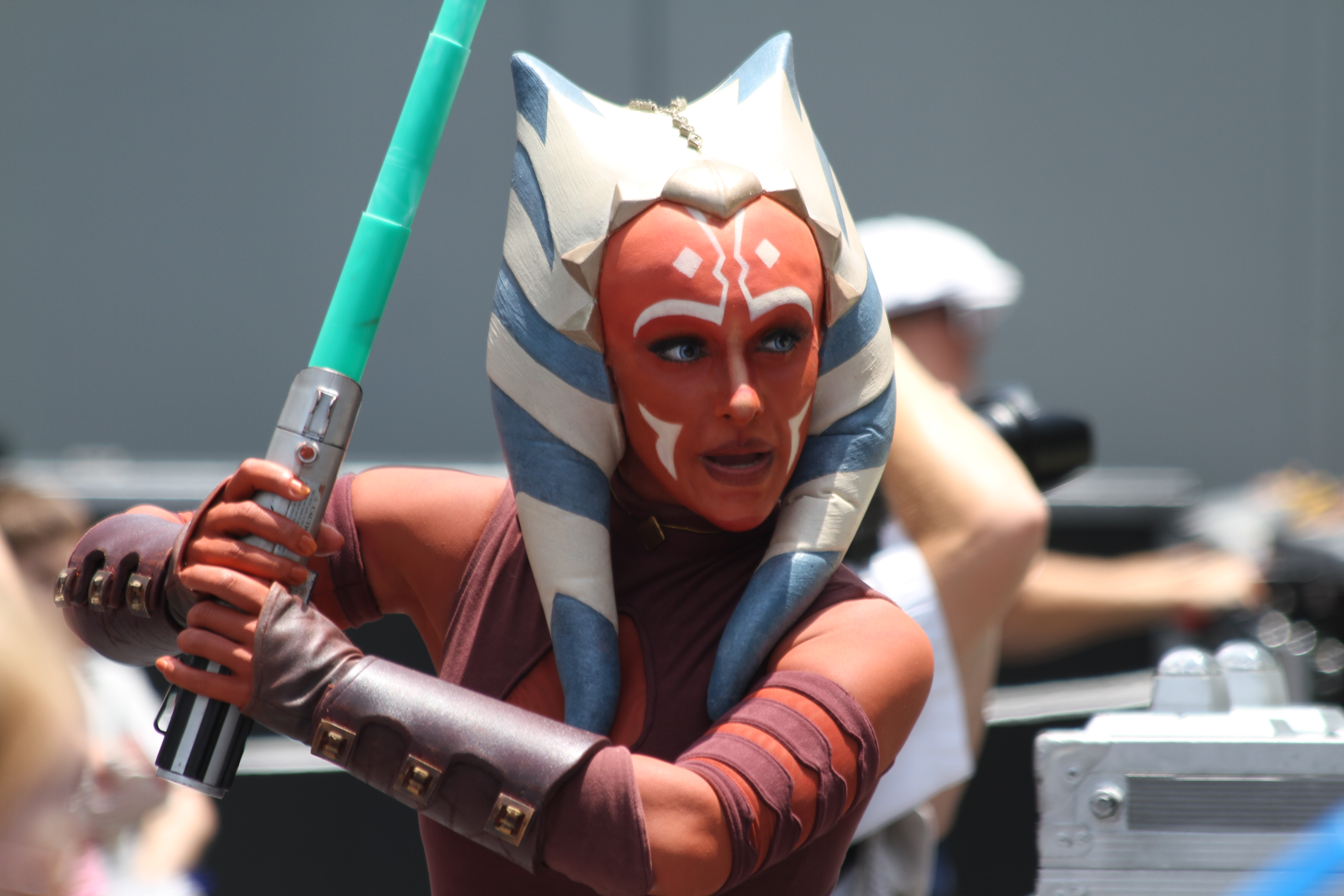
Cosplay d'Ahsoka Tano dans la série.

Cet arc contient quatre épisodes et voit Ahsoka Tano revenir à la surface de la planète Coruscant après avoir découvert que des groupes dangereux complotaient contre Maître Yoda. Cette histoire porte sur ce qui se trouve sous le Temple Jedi. Semblable aux anciens centres religieux, un sanctuaire Sith se trouverait en dessous (décrit dans le roman Tarkin). Selon les rumeurs qui courent au sein du temple, il y aurait un squelette géant Kaiju. Ahsoka découvre une menace dans le monde souterrain de Coruscant et retourne voir l'Ordre Jedi pour les avertir. Elle ne souhaite pas refaire partie de l’Ordre ou redevenir une Jedi, mais celle-ci continue de faire confiance à Anakin Skywalker et Obi-Wan Kenobi. L'arc aurait également présenté Dark Sidious essayant de pénétrer dans la chambre des Holocrons du Temple Jedi, mais Ahsoka entraverait sa progression et passerait près de le combattre.
Bien que les épisodes ne soient pas sortis, l’histoire ne fait plus partie du canon de Star Wars étant donné que le roman Tarkin, publié en 2014 et écrit par James Luceno, établit que Dark Vador n’était pas au courant du sanctuaire Sith sous le Temple Jedi de Coruscant. Or, dans l’histoire non produite, Anakin et Obi-Wan accompagnent Ahsoka pour sauver Yoda du sanctuaire